# L'Encyclopédie du Hobbit
L'Encyclopédie du Hobbit est un ouvrage collectif français, sorti en novembre 2013 aux 
éditions Le Pré aux clercs, comportant une centaine d'articles rédigés par une douzaine d'auteurs sous la direction de quatre auteurs principaux. Toutes les contributions figurant dans cet ouvrage de référence portent sur un aspect différent de l'univers du Seigneur des anneaux de J. R. R. Tolkien. Il s'agit de la seule contribution encyclopédique parue en France sur ce roman.

## Auteurs principaux
- Damien Bador
- Coralie Potot
- Vivien Stocker
- Dominique Vigot

## Structure
L'ouvrage comporte environ une centaine d’entrées, réparties en sept parties décrivant tous les personnages du roman Le Hobbit, les lieux visités par Bilbo Bessac, les créatures rencontrées par l’expédition, les objets magiques, la langue des nains, etc.
- Première partie : Les personnages (p. 19 à 100)
- Deuxième partie : Les peuples (p. 101 à 154)
- Troisième partie : Langues et écriture (p. 155 170)
- Quatrième partie : Objets et construction (p. 171 à 194)
- Cinquième partie : Les lieux de l'aventure (p. 195 à 242)
- Sixième partie : Événements remarquables (p. 243 à 272)
- Septième partie : Sources d'inspiration (p. 273 à 313)
- Sources (p. 314 à 320)
- Bibliographie sélective (p. 321 à 327)
- Index (p. 327 à 338)